# Heather Fortune
Heather Fortune ist eine US-amerikanische Flötistin, Multiinstrumentalistin, Arrangeurin, Komponistin und Musikpädagogin.
Fortune wuchs in Northern Virginia auf und studierte an der Boston University. Ihre wichtigsten Flötenlehrer waren Lois Wynn, Doriot Anthony Dwyer, Carol Wincenc und Jacques Zoon. Sie spielt außerdem auch Gitarre, Klavier und andere Instrumente. Sie trat u. a. mit dem Chamber Orchestra of Philadelphia, den Philly Pops, der Academy of Vocal Arts und dem Pennsylvania Ballet Orchestra und war Teaching Artist des Philadelphia Orchestra. Sie lebt in Philadelphia und unterrichtet dort Musikgruppen an der Friends Select School, für die sie klassische Werke bearbeitet und arrangiert. Ihre eigenen Kompositionen sind von Rock, Jazz und zeitgenössischer klassischer Musik beeinflusst. Sie wirkte an mehreren CD-Aufnahmen mit, u. a. an Dr. Dogs Album Fate.